# Cantonul Le Diamant
Cantonul Le Diamant este un canton din arondismentul Le Marin, Martinica, Franța.

## Comune
| Comune     | Populație (1999) | Cod poștal | Cod INSEE |
| ---------- | ---------------- | ---------- | --------- |
| Le Diamant | 6.109            | 97223      | 97206     |